# Trà thảo mộc

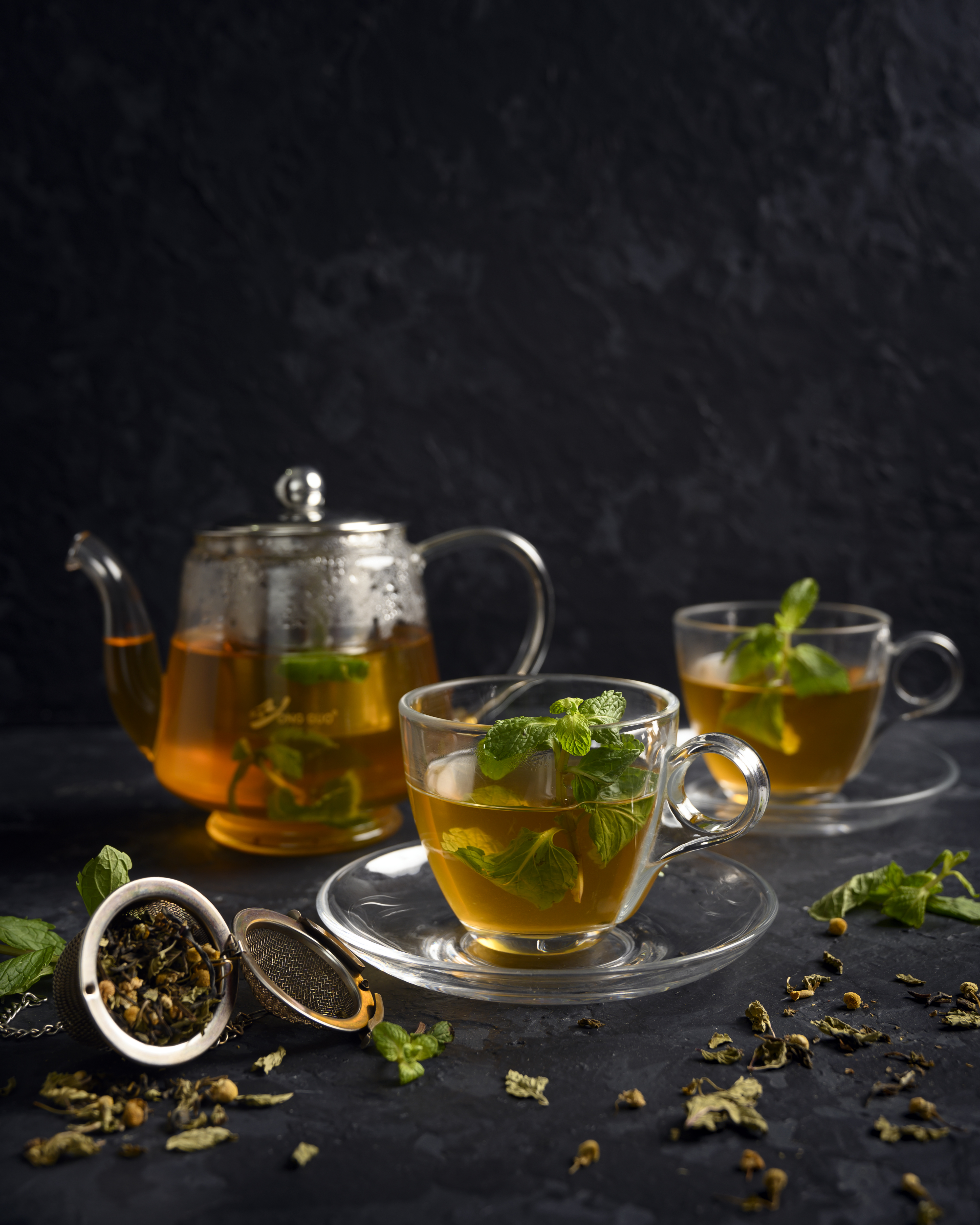
Trà thảo mộc ở Ma-rốc

Trà thảo mộc (Herbal tea) hay trà thảo dược (Herbal infusions) là đồ uống được làm từ nước pha hoặc thuốc sắc từ các loại thảo mộc, gia vị, hương liệu hoặc các nguyên liệu thực vật khác ngâm dầm trong nước nóng. Thường thì trà thảo mộc, hoặc thuật ngữ thông thường trà, được dùng để chỉ tất cả các loại trà thảo mộc. Nhiều loại thảo mộc được sử dụng trong trà hay thuốc sắc cũng được sử dụng trong y học thảo mộc và trong y học dân gian. Những loại "trà" này thường không chứa bất kỳ nguyên liệu trà thực sự nào (Camellia sinensis), nhưng một số hỗn hợp thảo mộc có chứa trà thực sự (như đồ uống masala chai truyền thống của Ấn Độ). Thuật ngữ "trà thảo mộc" thường được dùng để phân biệt các loại đồ uống này với các loại trà "thực sự" (ví dụ: trà đen, trà xanh, trà trắng, trà vàng, trà ô long), được chế biến từ lá trà đã qua xử lý của cây trà (Camellia sinensis). Không giống như các loại trà thực sự, hầu hết các loại trà thảo mộc không chứa caffeine (mặc dù trà có thể được khử caffeine, tức là được chế biến để loại bỏ caffeine).

## Tổng quan
Loài Camellia sinensis tức là cây trà, đã được trồng trong khoảng 2100 năm. Trà hoa dâm bụt là một loại trà thảo dược, nhưng nhiều loại được mô tả là một loại cây khác có hoa dâm bụt là thành phần chính hoặc là thành phần chính. Trà thảo mộc có thể được làm từ bất kỳ loại thực vật ăn được nào. Một số loại trà thảo mộc được làm từ thực vật có chứa caffeine, và các loại trà thảo mộc khác có thể chứa các hợp chất thuốc hướng thần khác. Tuy nhiên, nhiều loại trà thảo mộc phổ biến khác chưa được chứng minh là có đặc tính hướng thần khi so sánh với thuốc giả dược, mặc dù chúng vẫn có thể có một số tác dụng vật lý. Nhiều loại trà thảo mộc trên thị trường cũng có thể là hỗn hợp bao gồm nhiều loại thảo mộc hoặc một phần của cây cỏ. Các hỗn hợp này cũng có thể bao hàm chứa các chất phụ gia, như hương liệu.

## Hình ảnh

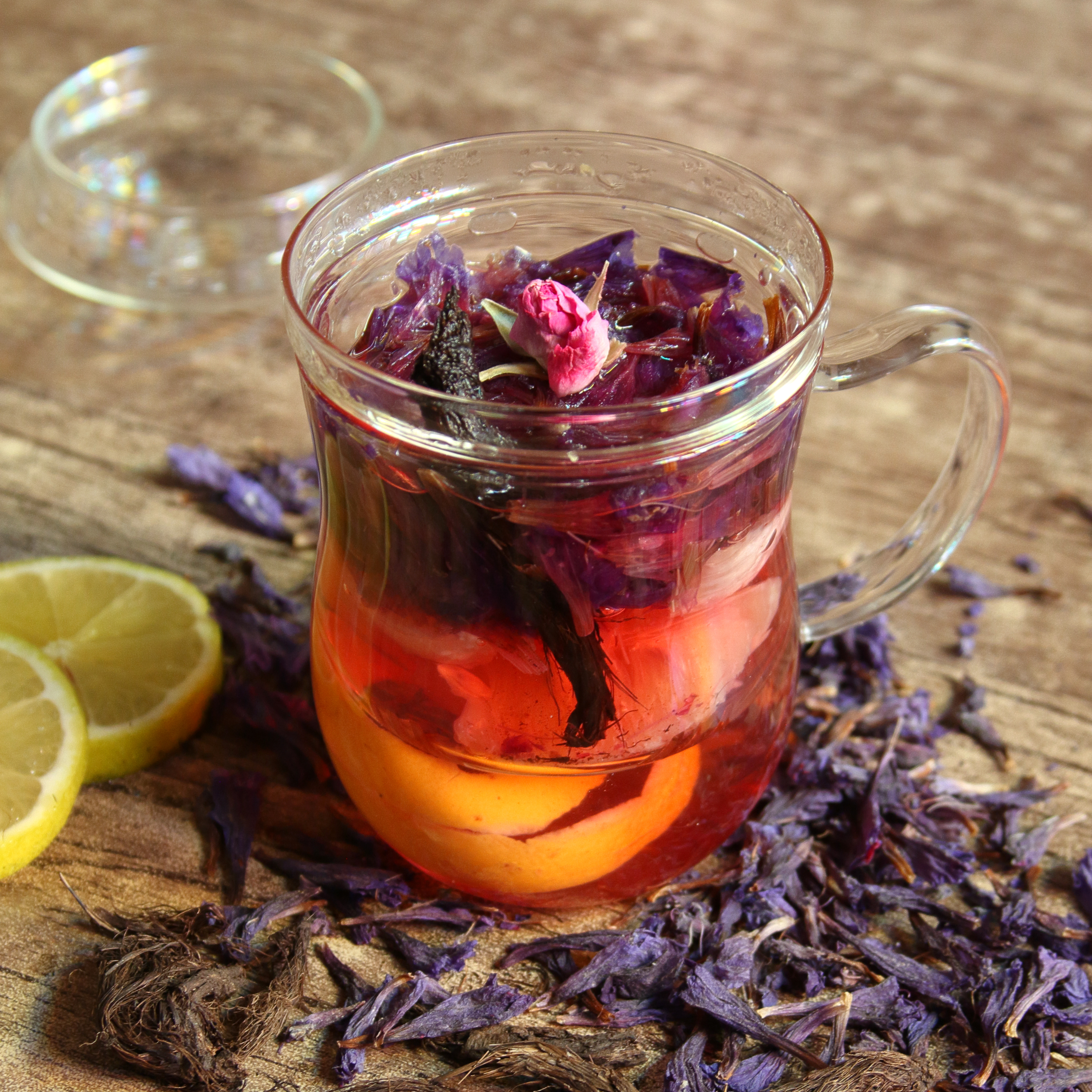
Trà thảo mộc của Iran
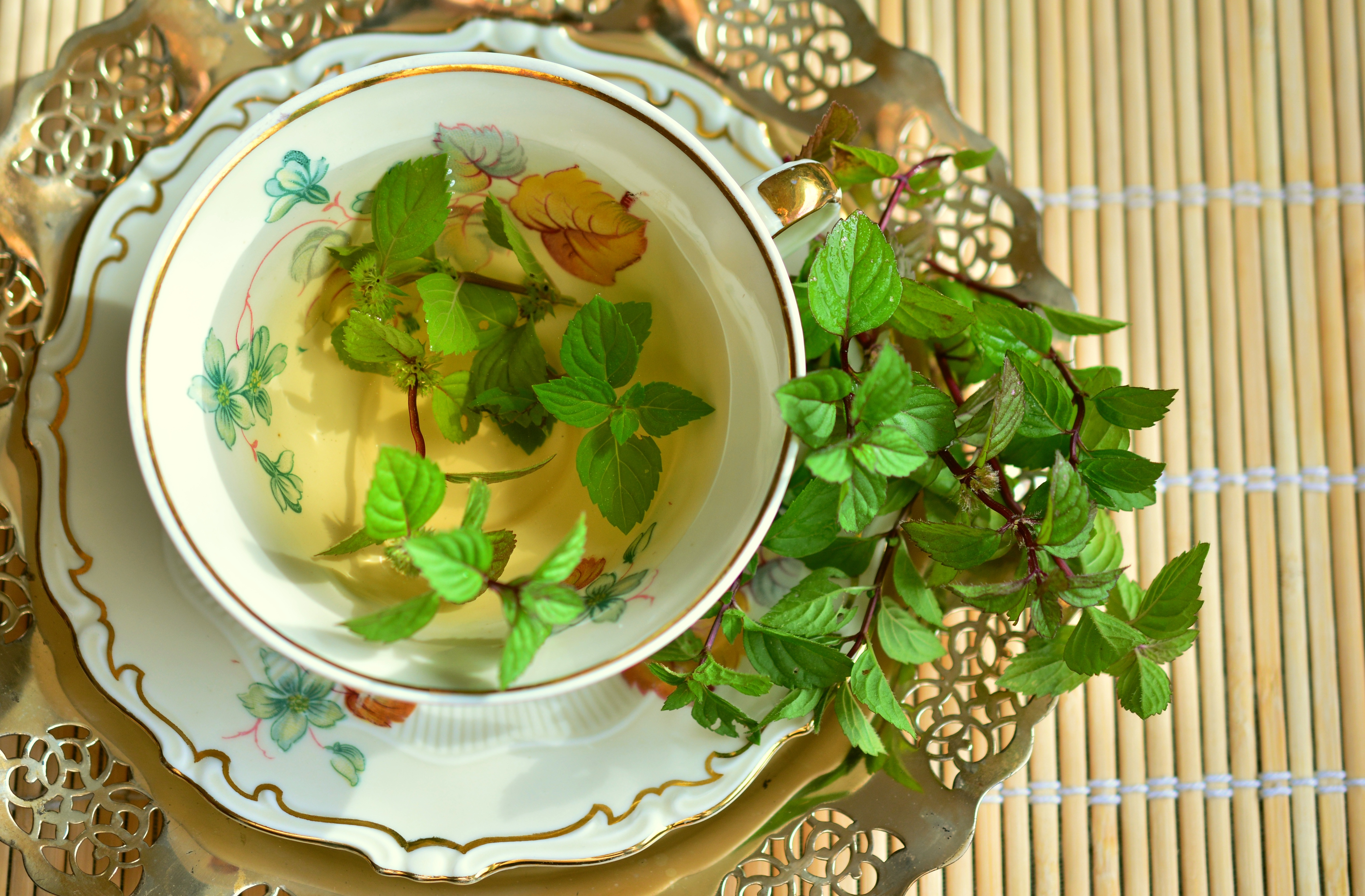
Trà thảo mộc bạc hà
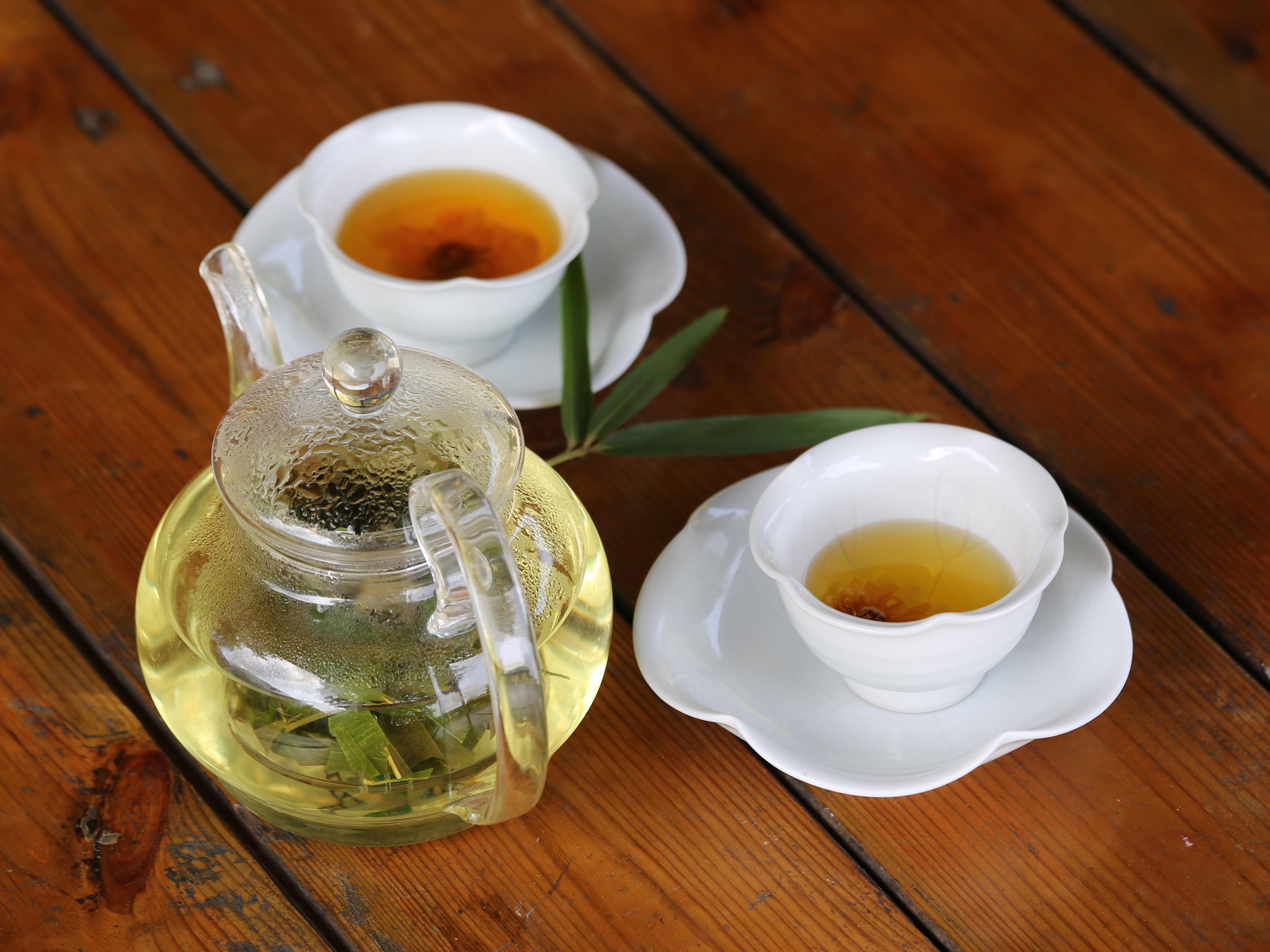
Trà thảo mộc từ nguyên liệu cây tre
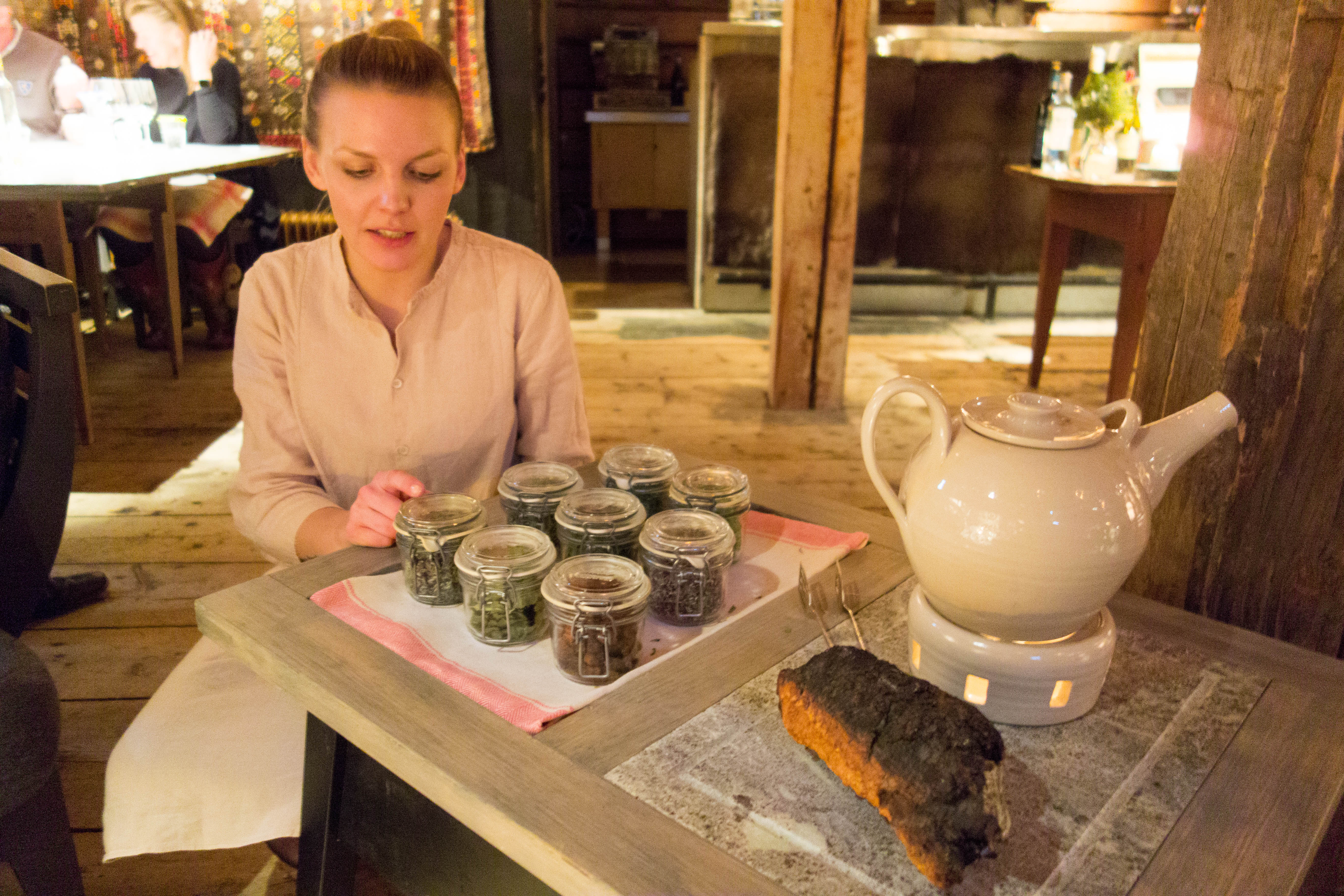
Bày bán trà thảo mộc